# Journal of Modern Dynamics (JMD)
Journal of Modern Dynamics (JMD) is een internationaal, aan collegiale toetsing onderworpen wetenschappelijk tijdschrift op het gebied van de wiskunde.
De naam wordt in literatuurverwijzingen meestal afgekort tot J. Mod. Dynam.
Het wordt uitgegeven door het American Institute of Mathematical Sciences en verschijnt 4 keer per jaar. Het eerste nummer verscheen in 2007.